# Nanafouè
Le peuple des nanafouè en Côte d'Ivoire se situe dans les sous-préfectures de Yamoussoukro, d'Attiégouakro et de Tiébissou et deux villages dans la Sous préfecture de Dimbokro (Adahou, Trianikro).
Les nanafouès sont l'un des huit groupes principaux avec qui la reine a constitué le peuple Baoulé à l'origine. Le thème nanafouè peut signifier les nanan (les rois) et nanan c'est l'ancien le fouè à la fin pour dire le groupe ethnique de ceux qui descendent des rois ou des anciens.